# NGC 1856
NGC 1856 је расејано звездано јато у сазвежђу Златна риба које се налази на NGC листи објеката дубоког неба.
Деклинација објекта је - 69° 7' 40" а ректасцензија 5h 9m 29,4s. Привидна величина (магнитуда) објекта NGC 1856 износи 10,1. NGC 1856 је још познат и под ознакама ESO 56-SC73.